# 4 Da Fam
4 Da Fam – jest to pierwszy singiel amerykańskiej raperki Amil pochodzący z jej debiutanckiego albumu All Money Is Legal. W utworze wystąpili gościne Jay-Z, Memphis Bleek oraz Beanie Sigel.